# Saxicola rubicola

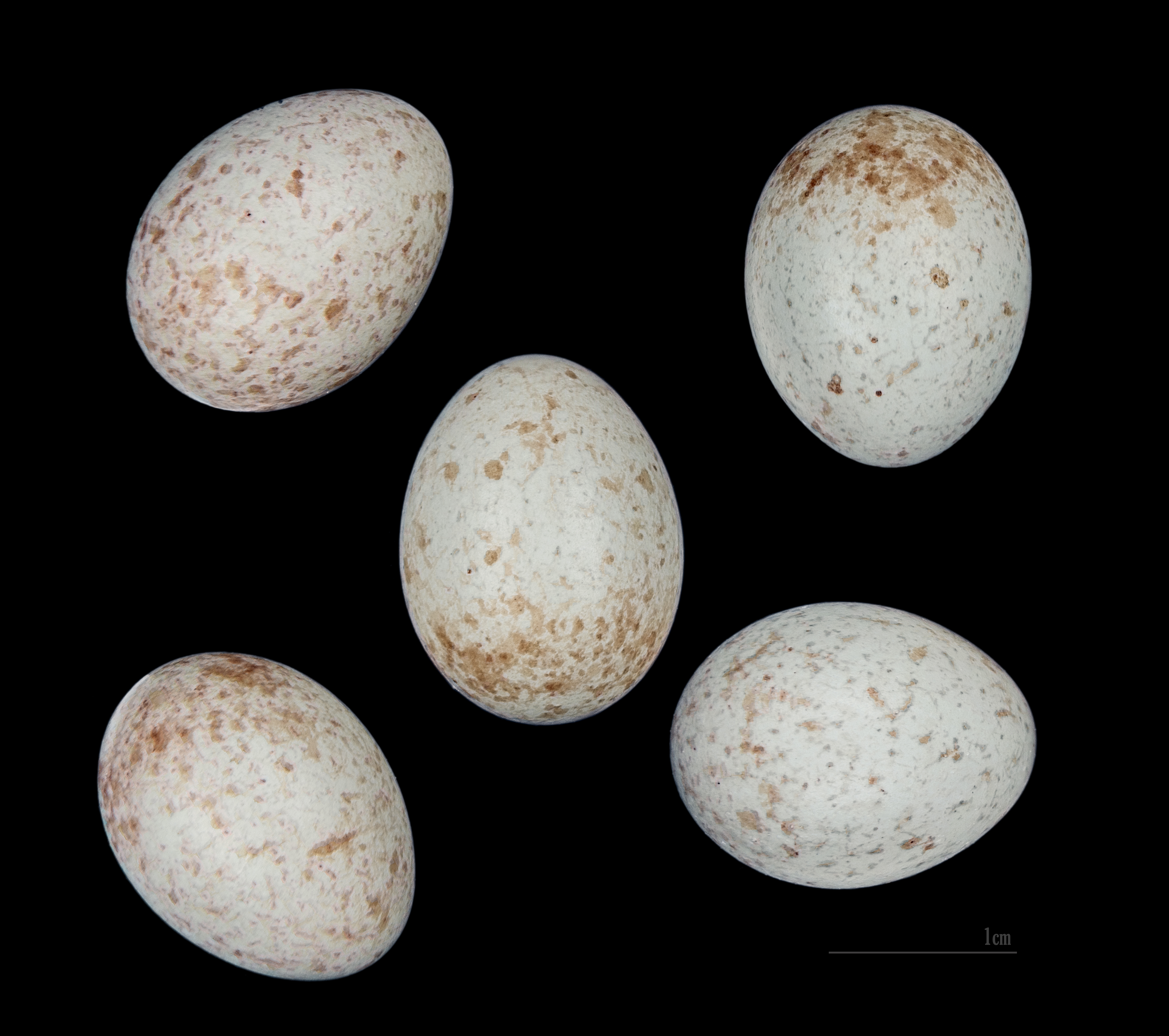
Saxicola rubicola

Saxicola rubicola là một loài chim trong họ Muscicapidae.